# Marchioness (schip, 1923)
De Marchioness was een schip dat in 1923 gebouwd werd als pleziervaartuig. Het schip was betrokken bij de evacuatie uit Duinkerke, maar werd vooral bekend door haar aanvaring met de Bowbelle op 20 augustus 1989 op de rivier de Theems, waarbij 51 passagiers omkwamen.

## Voor de scheepsramp
De Marchioness werd in 1923 gebouwd als pleziervaartuig voor de reder Joseph Mears die tussen 1907 en de Tweede Wereldoorlog de pleziervaart in de Thames domineerde. Toen hij stierf in 1935 had hij 39 schepen in bezit gehad en zijn vloot bevatte op zijn top 28 schepen. Mears werkte veel samen met de rederij van de gebroeders Salter, die al sinds het midden van 19e eeuw vaartuigen bouwden. Zij zouden ook de Marchioness bouwen.
In 1940 was het schip betrokken bij Operatie Dynamo waarbij geprobeerd werd direct na de Slag om Duinkerke, die de geallieerden verloren, zoveel mogelijk geallieerde soldaten te onttrekken aan het slagveld. Hierbij werden veel verschillende vaartuigen ingezet, ook al waren deze lang niet altijd bedoeld voor het strijdtoneel; zo ook de Marchioness. Tijdens de verdere Oorlog werd het schip ook als hospitaal en ziekentransport ingezet.
In de jaren 1950 werd de originele stoommotor vervangen door een meer efficiënte dieselmotor. Ook werd er een overdekt extra dek aan de boot toegevoegd in de jaren 1970.

## De ramp
In de week voor de ramp was Antonio de Vasconcellos, een Portugese bankier die werkte in de Londense City, 26 geworden. Hij besloot dit te vieren met een groot feest, waarvoor hij de Marchioness huurde. Op dat moment werd het schip ingezet als varende discotheek en kon worden ingehuurd voor nog geen 700 pond, ongeveer 1800 pond in 2024. Het schip mocht gevuld worden met maximaal 150 passagiers en hield geen duidelijk passagierslogboek bij, wat later de berging en identificatie van de lichamen zou bemoeilijken. Het gelukte De Vasconcellos het schip aanzienlijk te vullen: het lijkt erop dat zo'n 130 mensen aanwezig waren op het feest.
Het vaartuig zou ter hoogte van Charing Cross vertrekken en zou naar Greenwich varen. Daar zou het schip omkeren en terugvaren naar het  vertrekpunt. Al met al zou de hele vaart zo'n 5 uur in beslag nemen. De Marchioness vertrok rond 01:25 naar Greenwich, maar zou daar niet aankomen. Amper 20 minuten later, om 01:46, tussen Cannon Street Railway Bridge en de Southwark Bridge, zou ze al aangevaren en compleet overvaren worden door de Bowbelle, een baggerschip dat vele malen groter was dan de Marchioness en tevens harder voer. De Nederlandse pers zou het een dag later hebben over een 'tank die een mini verplettert'. De Bowbelle deed niets om de passagiers te helpen; er werden geen voorwerpen in het water gegooid om hen te ondersteunen bij het drijven en het schip voer gelijk door. Later zou bekend worden dat zowel de kapitein als de persoon die op de uitkijk stond aanzienlijk gedronken hadden.
Sommige van de passagiers stonden op het uitkijkdek en vele van hen doken van het schip af vlak na of zelfs voor de botsing met de Bowbelle. Het overgrote deel van hen bevond zich echter in het schip op de afgesloten dansvloer en kon niet wegkomen. Andrew McGowan, een van de bemanningsleden van de Marchioness, was in eerste instantie veilig weggekomen, maar besefte dat de meeste passagiers niet uit de danszaal konden ontsnappen. Hij zwom terug en opende de zaal, zodat de passagiers weg konden. Andere schepen, de hulpdiensten en zelfs helikopters hielpen al gauw bij het redden van de passagiers, maar door de donkerte en het snelle zinken van de Marchioness (er wordt geschat dat het schip in een halve minuut zonk) bemoeilijkte de reddingsactie.

### Nasleep
De reddings- en latere bergingsactie verliep rommelig. Zo kregen de hulpdiensten in eerste instantie de verkeerde locatie door toen zij zich naar het ongeluk haastten. Een van de overlevenden, Annette Russell, werd naar een hotel, dat als centraal bestuurscentrum voor de hulpdiensten en opvang voor de overlevenden dienst deed, gebracht. Haar ouders werden echter al op de hoogte gebracht dat ze vermist was en waarschijnlijk overleden.
80 Overlevenden werden vrijwel direct na de aanvaring gered. Zij werden allen binnen 30 minuten na de ramp gered. De meesten van hen hadden op het uitkijkdek gestaan. 24 Overledenen werden gevonden in het schip. Nog 27 doden werden later in de Theems aangetroffen. Onder de doden waren Antonio de Vasconcellos en Stephen Faldo, de kapitein van de Marchioness.

#### De lijkschouwer en identificatie van de lichamen
De lijkschouwer, Paul Knapman, en forensisch patholoog, Richard Shepard, die verantwoordelijk waren voor de identificatie van geborgen lichamen faalden op alle fronten. Misidentificaties kwamen voor en bij in ieder geval twee voorbeelden identificeerden Knapman en Shepard Afro-Europeanen als waren zij Kaukasisch. Één moeder zou later haar dochter laten opgraven om via DNA-testen uit te vinden of dit wel haar dochter betrof; zo weinig vertrouwen had ze in Knapman en Shepard.
Knapman en Shepard besloten geen gebruik te maken van identificatie door familieleden. Zij schatten deze methode in als onbetrouwbaar en noemden deze door de misvormingen die de lijken hadden gekregen door langere tijd in het water te liggen zelfs 'volkomen onmenselijk'. Hierdoor bleven er weinig andere methoden over om tot een juiste identificatie te komen. DNA-testen waren nog niet zodanig ingeburgerd dat hiervan gebruik kon worden gemaakt. Van gebitsanalyses kon evenmin veel gebruik worden gemaakt, omdat er niet bekend was wie precies aan boord van het schip was toen het zonk. Het was dus onzeker van wie de gegevens over het gebit opgevraagd moesten worden, zodat er vergeleken kon worden. Zo bleef enkel het gebruik van vingerafdrukken over. Bij de snel geborgen lichamen was dit geen enkel probleem en konden de afdrukken goed afgenomen worden. Bij de lichamen die echter langer in het water hadden gelegen, weekte het vel los van de vingertoppen en kon daardoor de afdruk niet goed genomen worden. Een laboratorium in Southwark had de specialistische kennis en middelen om in die gevallen een goede afdruk te maken. Om gesleep met de lichamen te voorkomen en ruimte te besparen werden de handen van 25 lichamen losgemaakt en naar het laboratorium verzonden. Het idee was om de handen later weer aan de lichamen te verbinden en daarna het lichaam terug naar de nabestaanden te sturen, maar in drie gevallen werden de handen nooit verenigd met lichaam en in één geval, dat van Elsa Garcia, werden de handen in een vuilniszak achterin de koelinstallatie van het mortuarium teruggevonden. Er werd opdracht gegeven haar handen te vernietigen.

#### Slachtoffers
De groep passagiers die op 20 augustus op de boot aanwezig was bestond grotendeels uit jonge twintigers. De gemiddelde leeftijd was 22 jaar. De groep werd al snel als yuppen weggezet, een negatieve benaming in het Verenigd Koninkrijk van Margaret Thatcher. Daar kwam nog eens bij dat De Vasconcellos zelf op mannen viel en zich in lhbti-kringen bewoog en veel van zijn gasten uit de mode-industrie kwamen. Toen de politie ter plaatse ging, werd er een oproep uitgedaan dat de boot 'met 120 homoseksuelen aan boord' een aanvaring had gehad, naar verluidt om de politie te waarschuwen voor het Aids-risico. De angst voor aids hinderde de reddingswerkzaamheden aanzienlijk. Verschillende overlevenden vertelden dat zij zich in de nasleep van het drama niet serieus genomen voelden. Zo vertelde Andrew Sutton dat de slachtoffers werden afgeschilderd als 'Hooray Henry's'. Overlevende Annette Russell vreesde dat in een recente documentaire de slachtoffers afgeschilderd zouden worden als 'oppervlakkige, mooie mensen'. Dat de slachtoffers niet serieus werden genomen bleek wel uit een inzamelingsactie die werd opgezet. Er werd slechts 55.000 pond opgehaald, tegenover meer dan 3 miljoen in twee andere grote rampen (hoewel hier wel meer dan dubbel zoveel slachtoffers bij betrokken waren). Een jaar later zou er wel een monument voor de slachtoffers worden opgericht in de Kathedraal van Southwark.

### Schuldvraag
Al snel na de ramp zou een onderzoek worden ingesteld. Conclusie van het onderzoek was, dat beide schepen elkaar domweg gemist hadden en daardoor niet bij hadden kunnen sturen. Toch bleef de kapitein van de Bowbelle, Douglas Henderson, verdacht. Niet alleen hadden hij en zijn uitkijk gedronken, ook de wijze waarop informatie doorgegeven werd op het baggerschip was allesbehalve hightech; men schreeuwde naar elkaar zodra er een obstakel in het zicht kwam. Daar kwam nog eens bij dat de roerganger slechthorend was en dus mogelijk de geschreeuwde waarschuwingen niet kon verstaan. Het feit dat de Bowbelle doorgevaren was na de aanvaring en geen enkele hulp had geboden, op een korte en weinig samenhangende melding na, sprak evenmin voor de kapitein. Henderson was daarnaast weinig empathisch in zijn optreden naar buiten toe en zei zelfs dat het helpen van de slachtoffers voor hem geen prioriteit had. Genoeg reden om hem aan te klagen. Er zouden twee rechtszaken volgen, beiden zonder veroordeling tot gevolg.